# Pleomothra apletocheles
Pleomothra apletocheles is een ladderkreeftensoort uit de familie van de Godzilliidae. De wetenschappelijke naam van de soort is voor het eerst geldig gepubliceerd in 1989 door Yager.